# Емельянов, Николай Дмитриевич

«Набережная канала. Ленинград» (1935)

Николай Дмитриевич Емельянов (1903?, с. Саламатово, Тобольская губерния — 20 мая 1938, Ленинград) — живописец, график.

## Биография
С 1914 по 1917 год Емельянов учился в рисовальном классе Тюменского коммерческого училища (преподаватель К. П. Трофимов) и там же работал заведующим библиотекой. Преподавал рисование в тюменской школе № 1. Продолжил образование в тюменской изостудии у Е. Л. Кропивницкого, М. И. Авилова (1918—1923). Его ранние работы, созданные в Тюмени, видимо, не сохранились.
Емельянов жил в Ленинграде с середины 1920-х годов на 3-й линии Васильевского острова в доме 4 (кв. 20). В 1923 году поступил во ВХУТЕМАС — ВХУТЕИН, там учился у А. Е. Карёва.
С 1923 года Емельянов принимал участие в выставках. С 1929 года (уже на излёте существования объединения) вошёл в ленинградское общество «Круг художников» и в 1929—1930 годах участвовал в выставках «круговцев» с картинами на тему спорта. На жизнь Емельянов зарабатывал службой на фабрике «Лакокраска», которая располагалась на Чёрной речке.
С конца 1920-х до начала 1930-х годов в его пейзажных работах отчётливо видно увлечение авангардом. Позднее его индивидуальная художественная манера сглаживается, приближается к особенностям письма, присущим мастерам ленинградской пейзажной школы. Свои композиции 1930-х годов он конструировал из пятен интенсивного цвета, гармонично их распределяя и не придерживаясь правдоподобия в деталях. Его пейзажи отличает декоративность решения, организация изображения в вертикальном или горизонтальном направлении. Некоторые его работы несут следы влияния пейзажей А. Почтенного («Большая Нева у Эрмитажного театра», 1937) и Н. Лапшина («Набережная реки Мойки», 1930-е). Некоторые из его картин почти абстрактны («Пейзаж с красным домом» (1928), «Пейзаж» (1931), «Окраина» (начало 1930-х)) и тем не менее сохраняют связь с пейзажным жанром.
В повседневной жизни Емельянов любил вставлять в разговор французские слова, подписывал свои картины по-французски, однако, как отмечает А. Струкова, увлечение «французским» имело у художника бытовой характер и не отражалось на его творчестве.
В 1934 году произведения Емельянова были замечены на одной из ленинградских выставок французским художником А. Марке, который дал его работам высокую оценку.
Вместе с членами группы живописно-пластического реализма (В. Стерлиговым, О. Карташёвым, М. Казанской, Л. Юдиным, А. Лепорской, К. Рождественским, Н. Коган и другими художниками участвовал во встречах, проходивших на квартире В. М. Ермолаевой (10 линия Васильевского острова, д. 13, кв. 2).
По воспоминаниям сына А. Русакова, Юрия, Емельянов дружил с его родителями и Г. Неменовой.
27 декабря 1934 года был арестован, в тот же день вместе с ним были взяты под стражу А. Батурин и О. Карташёв. 26 февраля 1935 года следствие в отношении Н. Емельянова было прекращено.
Вторичный арест последовал в 1937 году, однако вскоре художник был освобождён.
Последний раз был арестован в 1938 году. Расстрелян в Ленинграде 20 мая 1938 года.
Его немногочисленные сохранившиеся работы остались у друзей, позднее перешли в собрания музеев Петербурга и Москвы — известны 15 его картин маслом и 5 акварелей.